# Guan ventre-rogenc
El  guan ventre-rogenc (Penelope ochrogaster) és una espècie d'ocell de la família dels cràcids (Cracidae) que habita regions forestals de l'est i sud del Brasil.